# Anacroneuria quijo
Anacroneuria quijo är en bäcksländeart som beskrevs av Bill P.Stark 2001. Anacroneuria quijo ingår i släktet Anacroneuria och familjen jättebäcksländor. Inga underarter finns listade i Catalogue of Life.